# Woodfordia (aves)
Woodfordia es un género de aves paseriformes perteneciente a la familia Zosteropidae, endémicas de las Islas Salomón. El nombre del género conmemora al naturalista británico Charles Morris Woodford (1852-1927) que descubrió a la especie Woodfordia superciliosa, en las islas Salomón donde era ministro. 

## Especies
El género contiene dos especies:
- Woodfordia lacertosa - anteojitos de Sanford;
- Woodfordia superciliosa - anteojitos de Woodford.